# Onogoro
Selon la mythologie japonaise, Onogoro ou Onokoro est la première île créée par Izanagi et Izanami,.
Ils abaissèrent l'océan avec une lance de pierres précieuses appelée Amenonuhoko. Tous les deux construisirent une maison dessus avec une colonne au centre qui est le pilier du monde. Ils l'entourèrent et en se rencontrant, ils se fiancèrent.
Onogoro est le lieu où ils conçurent Hiruko, autrement appelé Ebisu.